# Le Pays Qâ
Le Pays Qâ est le dixième tome de la série de bande dessinée Thorgal, dont le scénario a été écrit par Jean Van Hamme et les dessins réalisés par Grzegorz Rosiński.

## Synopsis
Pied d'Arbre et son neveu Tjall profitent d'un repos bien mérité en compagnie de Thorgal, d'Aaricia et de Jolan sur l'île. Mais Jolan et Pied d'Arbre sont enlevés par des brigands.
C'est alors que surgit Kriss de Valnor. Celle-ci explique qu'elle sait où se trouvent Jolan et Pied d'Arbre mais qu'il y a une mission à effectuer pour les retrouver. Elle leur ordonne de l'accompagner au pays Qâ, par-delà la mer.
Une mission difficile et dangereuse...

## Publication
- Le Lombard, avril 1986,  (ISBN 2-8036-0549-X)
- Le Lombard, septembre 2003,  (ISBN 2-80361-966-0)
- Niffle, septembre 2017, intégrales tomes 7 à 12 en noir et blanc, 322 pages  (ISBN 978-2-87393-068-4)

## Récompenses
Le Pays Qa reçoit le Prix CBEBD 1986 du scénario et l'Athis d'Or 1987 du meilleur dessin[réf. nécessaire].